# Triple test
Le triple test est un test de dépistage pratiqué généralement entre 15 et 20 semaines de grossesse.
Il inclut non seulement le dosage de l'alpha-fœtoprotéine sanguine, mais aussi celui de l'HCG et de l'estriol libre. En France, ce test est proposé (et non « imposé ») à toutes les femmes enceintes de moins de 38 ans. Ce test peut aider à identifier les grossesses à risque, celles avec un risque accru d'accoucher d'un bébé atteint de certains problèmes parmi lesquels :
- le syndrome de Down appelé encore trisomie 21 ;
- les aneuploïdies, dont les autres trisomies, et les polyploïdies ;
- le spina bifida ;
- l'anencéphalie ;
- une déficience de la paroi abdominale.

Cette information peut aider les femmes et leurs médecins dans la décision sur l'opportunité de tests diagnostiques tels l'amniocentèse ou la choriocentèse. Un conseil génétique est en général indiqué si ce test est positif.

## Quadruple test
On peut ajouter également au triple test le dosage de l'inhibine A. On nomme alors ce test de dépistage le quadruple test. Bien qu'il ne soit pas démontré supérieur au triple test, le quadruple test est celui qui est proposé comme test du deuxième trimestre au Québec.